# ميامي شورز
ميامي شورز (بالإنجليزية: Miami Shores)‏ هي مدينة أمريكية تقع في ولاية فلوريدا. تبلغ مساحة هذه المدينة 9.7 (كم²)،ويبلغ عدد سكانها 10040 نسمة حسب إحصاء سنة 2010 م 10040.تشير إحصاءات سنة 2000م بأن الكثافة السكانية في هذه المدينة تقدر بـ(1629.2) نسمة/كم2 

## معرض صور

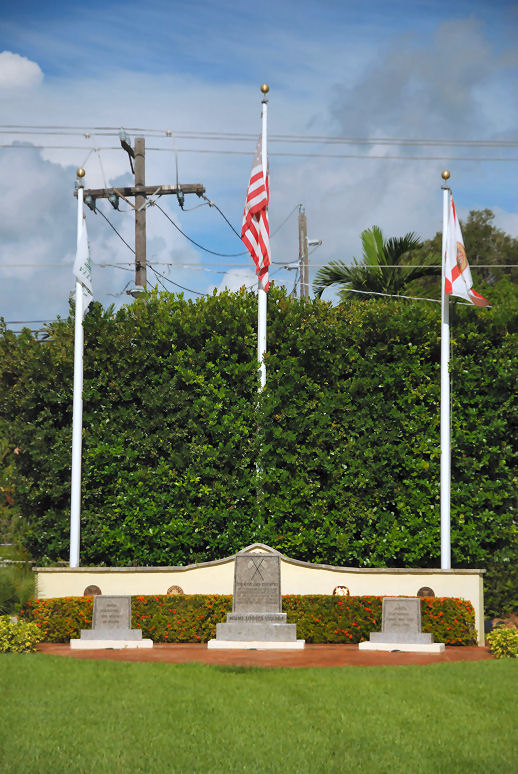
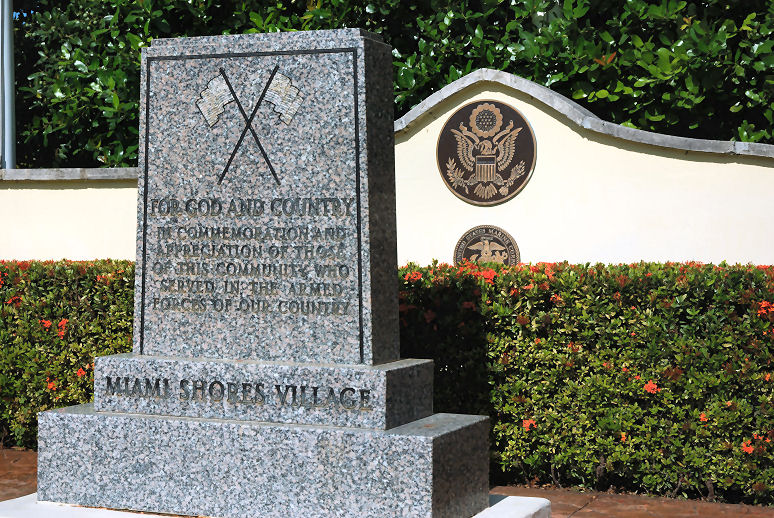
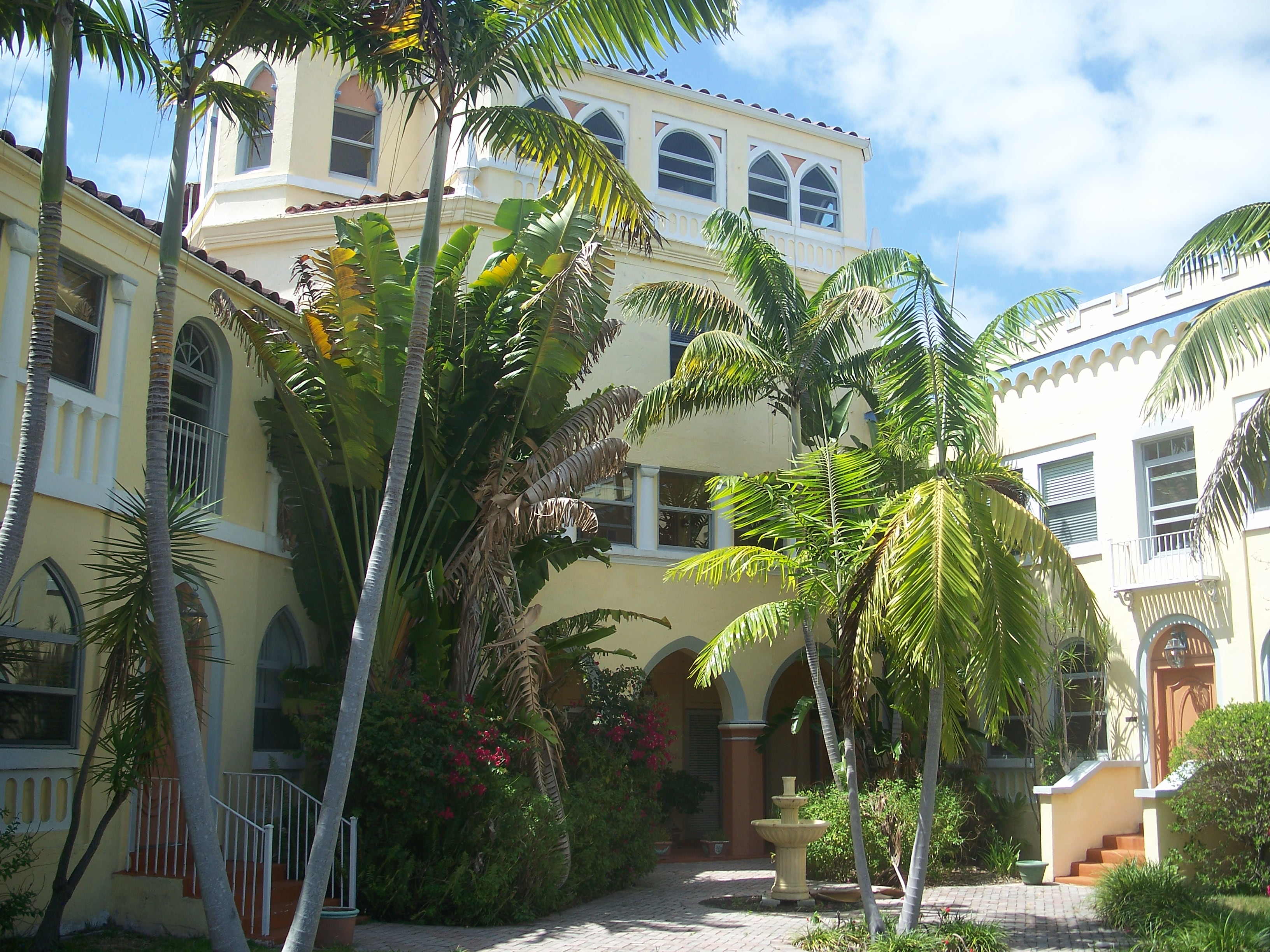

## أعلام
- توماس بيك
- أشا رول